# Carcedo de Lomes
Carcedo de Lomes (en eonaviego, Carcéu) es una aldea perteneciente a la parroquia de Lomes, en el concejo de Allande, comarca del Narcea, Principado de Asturias, España.